# Rhododendron kochii
Rhododendron kochii är en ljungväxtart som beskrevs av Stein. Rhododendron kochii ingår i släktet rododendron, och familjen ljungväxter. Inga underarter finns listade i Catalogue of Life.